# Ricardo Jorge Pires Gomes
Ricardo Jorge Pires Gomes, noto semplicemente come Ricardo Gomes (Praia, 18 dicembre 1991), è un calciatore capoverdiano, attaccante dell'Al-Khor in prestito dall'Al-Wakrah.

## Caratteristiche tecniche
È un esterno sinistro.

## Carriera

### Club
Cresciuto nelle giovanili del Vizela, debutta il 17 gennaio 2010 nel match vinto 3-0 contro il Gondomar.

### Nazionale
Debutta con la nazionale capoverdiana il 31 marzo 2015 nell'amichevole vinta 2-0 contro il Portogallo.

## Statistiche

### Presenze e reti nei club
Statistiche aggiornate al 6 febbraio 2024.
| Stagione                 | Squadra                  | Campionato               | Campionato | Campionato | Coppe nazionali | Coppe nazionali | Coppe nazionali | Coppe continentali | Coppe continentali | Coppe continentali | Altre coppe | Altre coppe | Altre coppe | Totale | Totale |
| Stagione                 | Squadra                  | Comp                     | Pres       | Reti       | Comp            | Pres            | Reti            | Comp               | Pres               | Reti               | Comp        | Pres        | Reti        | Pres   | Reti   |
| ------------------------ | ------------------------ | ------------------------ | ---------- | ---------- | --------------- | --------------- | --------------- | ------------------ | ------------------ | ------------------ | ----------- | ----------- | ----------- | ------ | ------ |
| 2009-2010                | Vizela                   | SD                       | 9          | 0          | TP+TL           | 0               | 0               |                    | -                  | -                  |             | -           | -           | 9      | 0      |
| 2010-2011                | Vizela                   | SD                       | 20         | 0          | TP+TL           | 0               | 0               |                    | -                  | -                  |             | -           | -           | 20     | 0      |
| 2011-2012                | Vizela                   | SD                       | 15         | 0          | TP+TL           | 0               | 0               |                    | -                  | -                  |             | -           | -           | 15     | 0      |
| 2012-2013                | Vizela                   | SD                       | 29         | 12         | TP+TL           | 2+0             | 0               |                    | -                  | -                  |             | -           | -           | 31     | 12     |
| Totale Vizela            | Totale Vizela            | Totale Vizela            | 73         | 12         |                 | 2               | 0               |                    | -                  | -                  |             | -           | -           | 75     | 12     |
| 2013-2014                | Vitória Guimarães        | PL                       | 6          | 0          | TP+TL           | 1+2             | 0               | UEL                | 2                  | 0                  |             | -           | -           | 11     | 0      |
| 2014-2015                | Vitória Guimarães        | PL                       | 9          | 1          | TP+TL           | 1+3             | 0+1             |                    | -                  | -                  |             | -           | -           | 13     | 2      |
| 2015-gen. 2016           | Vitória Guimarães        | PL                       | 6          | 0          | TP+TL           | 0+1             | 0               | UEL                | 0                  | 0                  |             | -           | -           | 7      | 0      |
| Totale Vitoria Guimaraes | Totale Vitoria Guimaraes | Totale Vitoria Guimaraes | 21         | 1          |                 | 8               | 1               |                    | 2                  | 0                  |             | -           | -           | 31     | 2      |
| gen.-giu. 2016           | Nacional                 | PL                       | 15         | 1          | TP+TdL          | 0+1             | 0               |                    | -                  | -                  |             | -           | -           | 16     | 1      |
| 2016-2017                | Nacional                 | PL                       | 24         | 0          | TP+TdL          | 0               | 0               |                    | -                  | -                  |             | -           | -           | 24     | 0      |
| 2017-2018                | Nacional                 | SL                       | 35         | 22         | TP+TdL          | 1+1             | 0+2             |                    | -                  | -                  |             | -           | -           | 37     | 24     |
| Totale Nacional          | Totale Nacional          | Totale Nacional          | 74         | 23         |                 | 3               | 2               |                    | -                  | -                  |             | -           | -           | 77     | 25     |
| 2018-2019                | Partizan                 | SL                       | 36         | 20         | KS              | 4               | 2               | UEL                | 8                  | 4                  |             | -           | -           | 48     | 26     |
| 2019-gen. 2020           | Sharjah                  | UEPL                     | 14         | 6          | AGC             | 3               | 3               |                    | -                  | -                  | SUAE        | 1           | 0           | 18     | 9      |
| gen.-giu. 2020           | Ittihad Kalba            | UEPL                     | 5          | 1          |                 | -               | -               |                    | -                  | -                  |             | -           | -           | 5      | 1      |
| 2020-2021                | Erzurumspor FK           | SL                       | 31         | 5          | TK              | 0               | 0               |                    | -                  | -                  |             | -           | -           | 31     | 5      |
| 2021-2022                | Partizan                 | SL                       | 35         | 29         | KS              | 5               | 2               | UECL               | 14                 | 7                  |             | -           | -           | 54     | 38     |
| 2022-2023                | Partizan                 | SL                       | 35         | 19         |                 | 1               | 0               |                    | 12                 | 9                  |             |             |             | 48     | 28     |
| Totale Partizan          | Totale Partizan          | Totale Partizan          | 106        | 68         |                 | 10              | 4               |                    | 34                 | 18                 |             | -           | -           | 150    | 92     |
| 2023-2024                | Al-Shamal                | QSL                      | 12         | 7          |                 | 5               | 1               |                    |                    |                    |             |             |             | 17     | 8      |
| Totale carriera          | Totale carriera          | Totale carriera          | 336        | 123        |                 | 31              | 11              |                    | 36                 | 20                 |             | 1           | 0           | 404    | 154    |

### Cronologia presenze e reti in nazionale
| Cronologia completa delle presenze e delle reti in nazionale ― Capo Verde | Cronologia completa delle presenze e delle reti in nazionale ― Capo Verde | Cronologia completa delle presenze e delle reti in nazionale ― Capo Verde | Cronologia completa delle presenze e delle reti in nazionale ― Capo Verde | Cronologia completa delle presenze e delle reti in nazionale ― Capo Verde | Cronologia completa delle presenze e delle reti in nazionale ― Capo Verde | Cronologia completa delle presenze e delle reti in nazionale ― Capo Verde | Cronologia completa delle presenze e delle reti in nazionale ― Capo Verde |
| Data                                                                      | Città                                                                     | In casa                                                                   | Risultato                                                                 | Ospiti                                                                    | Competizione                                                              | Reti                                                                      | Note                                                                      |
| ------------------------------------------------------------------------- | ------------------------------------------------------------------------- | ------------------------------------------------------------------------- | ------------------------------------------------------------------------- | ------------------------------------------------------------------------- | ------------------------------------------------------------------------- | ------------------------------------------------------------------------- | ------------------------------------------------------------------------- |
| 31-3-2015                                                                 | Estoril                                                                   | Portogallo                                                                | 0 – 2                                                                     | Capo Verde                                                                | Amichevole                                                                | -                                                                         | 81’                                                                       |
| 29-3-2016                                                                 | Marrakech                                                                 | Marocco                                                                   | 2 – 0                                                                     | Capo Verde                                                                | Qual. Coppa d'Africa 2017                                                 | -                                                                         | 69’                                                                       |
| 4-6-2016                                                                  | São Tomé                                                                  | São Tomé e Príncipe                                                       | 1 – 2                                                                     | Capo Verde                                                                | Qual. Coppa d'Africa 2017                                                 | 1                                                                         |                                                                           |
| 3-9-2016                                                                  | Praia                                                                     | Capo Verde                                                                | 0 – 1                                                                     | Libia                                                                     | Qual. Coppa d'Africa 2017                                                 | -                                                                         |                                                                           |
| 12-11-2016                                                                | Praia                                                                     | Capo Verde                                                                | 0 – 2                                                                     | Burkina Faso                                                              | Qual. Mondiali 2018                                                       | -                                                                         | 75’                                                                       |
| 7-10-2017                                                                 | Praia                                                                     | Capo Verde                                                                | 0 – 2                                                                     | Senegal                                                                   | Qual. Mondiali 2018                                                       | -                                                                         | 78’                                                                       |
| 1-6-2018                                                                  | Blida                                                                     | Algeria                                                                   | 2 – 3                                                                     | Capo Verde                                                                | Amichevole                                                                | 1                                                                         | 78’                                                                       |
| 9-9-2018                                                                  | Maseru                                                                    | Lesotho                                                                   | 1 – 1                                                                     | Capo Verde                                                                | Qual. Coppa d'Africa 2019                                                 | -                                                                         | 60’                                                                       |
| 12-10-2018                                                                | Praia                                                                     | Capo Verde                                                                | 3 – 0                                                                     | Tanzania                                                                  | Qual. Coppa d'Africa 2019                                                 | 2                                                                         | 54’                                                                       |
| 16-10-2018                                                                | Dar-es-Salaam                                                             | Tanzania                                                                  | 2 – 0                                                                     | Capo Verde                                                                | Qual. Coppa d'Africa 2019                                                 | -                                                                         | 78’                                                                       |
| 24-3-2019                                                                 | Praia                                                                     | Capo Verde                                                                | 0 – 0                                                                     | Lesotho                                                                   | Qual. Coppa d'Africa 2019                                                 | -                                                                         | 80’                                                                       |
| 13-11-2019                                                                | Yaoundé                                                                   | Camerun                                                                   | 0 – 0                                                                     | Capo Verde                                                                | Qual. Coppa d'Africa 2021                                                 | -                                                                         | 82’                                                                       |
| 12-11-2020                                                                | Praia                                                                     | Capo Verde                                                                | 0 – 0                                                                     | Ruanda                                                                    | Qual. Coppa d'Africa 2021                                                 | -                                                                         | 82’                                                                       |
| 17-11-2020                                                                | Kigali                                                                    | Ruanda                                                                    | 0 – 0                                                                     | Capo Verde                                                                | Qual. Coppa d'Africa 2021                                                 | -                                                                         | 66’                                                                       |
| Totale                                                                    |                                                                           | Presenze                                                                  | 14                                                                        |                                                                           | Reti                                                                      | 4                                                                         |                                                                           |

## Palmarès

### Club

#### Competizioni nazionali
- Segunda Liga: 1

Nacional: 2017-2018
- Coppa di Serbia: 1

Partizan: 2018-2019

### Individuale
- Capocannoniere della Segunda Liga: 1

2017-2018 (21 gol)
- Capocannoniere del campionato serbo: 2

2021-2022 (29 gol), 2022-2023 (19 gol)